# 한기범 (1955년)
한기범(韓基範, 1955년 11월 6일 ~ )은 대한민국의 정치인(국정원 1차장 겸 원장 직무대리), 대학 교수이다. 본관은 청주(淸州), 호(號)는 산남(山南).

## 주요 경력
- 서울여자고등학교 교사(교원직 2년 역임)
- 1985년 제29회 행정고시 합격.
- 1985년 내무부 행정사무관.
- 1987년 교육부 행정사무관.
- 1989년 국가정보원 대북전략국 정보전략단장.
- 1995년 국가정보원 북한정보실장.
- 2008년 국가정보원 제3차장.
- 2009년 통일연구원 객원연구위원.
- 2010년 동국대학교 정치외교학과 겸임교수.
- 2011년 숭실대학교 정치외교학과 객원교수.
- 2011년 고려대학교 북한학과 객원교수.
- 2013년 국가정보원 제1차장.
- 2016년 한양대학교 정치외교학과 겸임교수.
- 2016년 서울여자대학교 정치외교학과 겸임교수.

## 학력
- 안법고등학교 졸업
- 서울대학교 역사교육학과 학사
- 고려대학교 정책과학대학원 행정학 석사
- 경남대학교 대학원 정치학 박사